# كارل راينهارد
كارل راينهارد (بالألمانية: Karl Reinhardt)‏ هو أستاذ جامعي ورياضياتي ألماني، ولد في 1895 في فرانكفورت في ألمانيا، وتوفي في 1941 في برلين في ألمانيا.